# Coenraad van Valkenburg

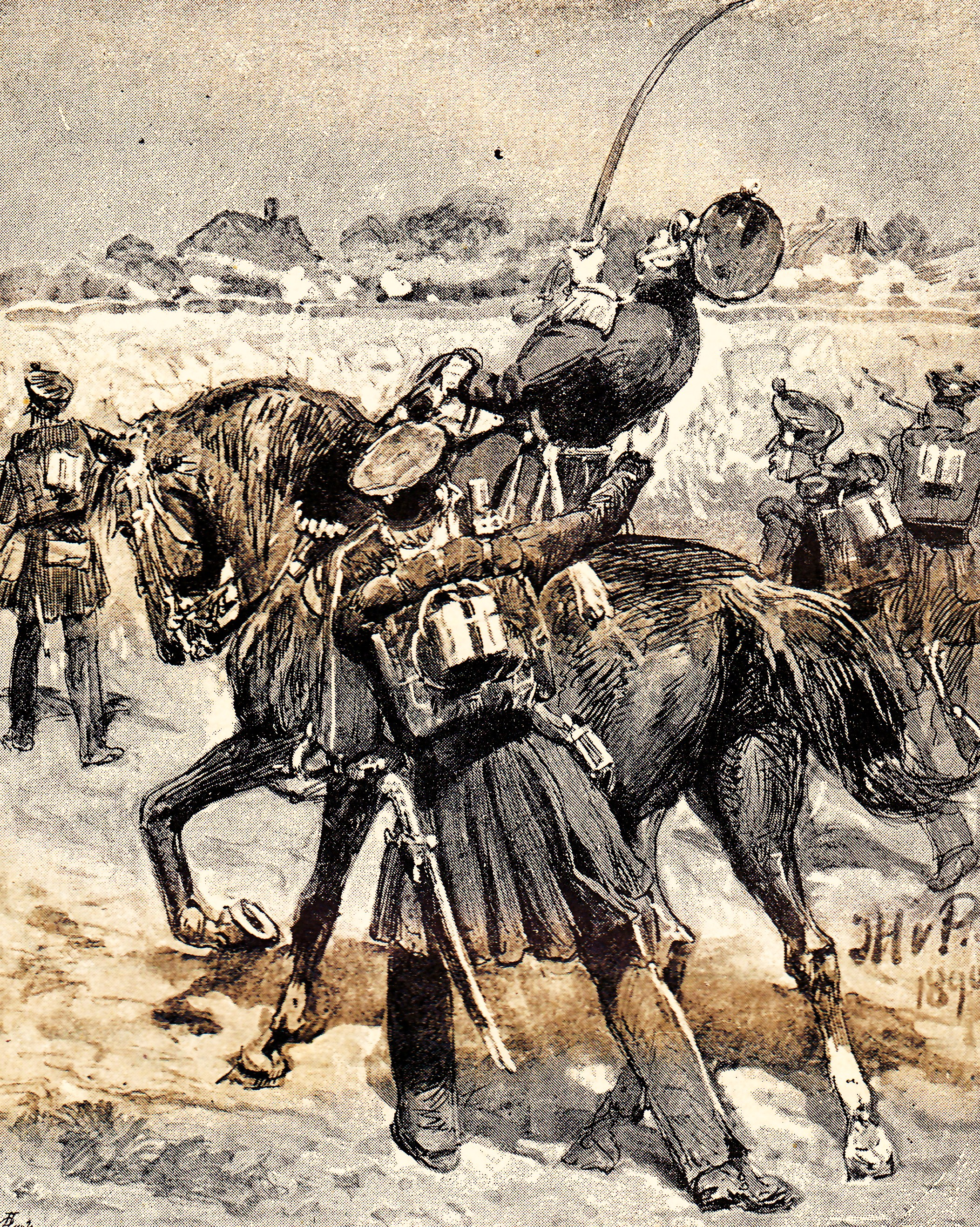
Dood van luitenant-kolonel van Valkenburg bij Boutersem in 1831 (Illustratie uit het blad Eigen Haard).

Coenraad van Valkenburg (Leiden, 27 oktober 1784 - Boutersem, 11 augustus 1831), was een Nederlands militair, belastingontvanger en bierbrouwer.
Van Valkenburg, zoon van Hermanus van Valkenburg en Catharina Hartoghs, werd commandant van de Hollandse troepen tijdens het beleg van Delfzijl (1813-1814) toen Kolonel Marcus Busch uit zijn functie ontheven werd. Als beloning voor zijn inzet tijdens het beleg werd hij benoemd tot ridder in de orde van de Nederlandse Leeuw. Ook werd hij op 21 januari 1814 benoemd tot commandant van de schutterij te Groningen. Na het beleg werd hij ontvanger van de directe belastingen in de gemeenten Zuidhorn en Oldekerk, en bekleedde later de post van ontvanger van de directe belastingen en accijnzen in de gemeenten Winsum en Adorp.
Na het uitbreken van de Belgische opstand richtte Van Valkenburg een korps vrijwillige jagers op. Bij Koninklijk Besluit van 28 november nr. 44 werd hij benoemd tot commandant van de compagnie Groningse jagers en kreeg de rang van honorair luitenant-kolonel. In die functie sneuvelde hij tijdens de Tiendaagse Veldtocht bij Boutersem op 11 augustus 1831. Zijn brouwerij in Groningen werd openbaar verkocht en ging op in wat later de N.V. Vereenigde Bierbrouwerijen Keizer Barbarossa zou worden. 